# Dyschirius nitidus
Dyschirius nitidus – gatunek chrząszcza z rodziny biegaczowatych i podrodziny grzebielników.

## Taksonomia
Gatunek ten opisany został po raz pierwszy w 1825 roku przez Pierre’a F.M.A. Dejeana pod nazwą Clivina nitida.
Wyróżnia się w jego obrębie dwa podgatunki:
- Dyschirius nitidus chivensis Fedorenko, 1992
- Dyschirius nitidus nitidus (Dejean, 1825)

## Morfologia
Chrząszcz o mocno wydłużonym ciele długości od 4,1 do 5,8 mm, z wierzchu ubarwionym metalicznie ciemnobrązowo, rzadziej metalicznie zielono, niebiesko lub czarno. Głowa ma nadustek pozbawiony zęba pośrodku przedniej krawędzi. Czułki są ciemnobrązowoczerwone z przyciemnionymi, dłuższymi niż szerokimi, niezgrubiałymi członami wierzchołkowymi. Barwa głaszczków również jest ciemnobrązowoczerwona. Obrzeżenie boków przedplecza wyraźnie sięga ku tyłowi do tylnego chetoporu (punktu szczecinkowego). Pokrywy są szersze niż u D. politus, o wyraźnie zaznaczonych barkach, zwykle z guzkiem w części nasadowej umieszczonym przed chetoporem dyskalnym. Powierzchnie pokryw mają po jednym chetoporze przypodstawowym, po jednym chetoporze zabarkowym, od jednej do czterech (zazwyczaj trzy) pary chetoporów dyskalnych, dodatkowo jedną lub dwie pary chetoporów grzbietowych na piątych międzyrzędach oraz po dwa, a rzadziej po jednym chetoporze przedwierzchołkowym. Międzyrzędy są mniej lub bardziej wypukłe, najmocniej sklepione w części nasadowej. Rzędy są grube, głównie wyraźnie punktowane; pierwszy i drugi prowadzą do chetoporu przypodstawowego. Podstawa pokryw jest nieobrzeżona, z wyjątkiem bezpośredniej okolicy chetoporu przypodstawowego cechująca się niemal lustrzanym połyskiem. Skrzydła tylnej pary są w pełni wykształcone. Odnóża są ciemnoczerwonobrązowe z przyciemnionymi udami. Te pierwszej pary są grzebne i mają golenie o niewyraźnym i stępionym dolnym spośród ząbków krawędzi zewnętrznej oraz o krótszej od kolca wierzchołkowego i tak samo jako on zakrzywionej ostrodze.

## Ekologia i występowanie
Owad rozmieszczony od nizin do przedgórzy. Zamieszkuje niezacienione, silnie wilgotne stanowiska na pobrzeżach rzek o podłożu mulistym, błotnistym, szlamisto-gliniaste lub piaszczysto-gliniastym. Żyje w wykopanych w glebie norkach. Poluje na drobne bezkręgowce.
Gatunek transpalearktyczny. Podgatunek nominatywny w Europie znany jest z Wielkiej Brytanii, Francji, Belgii, Holandii, Niemiec, Szwajcarii, Austrii, Włoch, Malty, Danii, Szwecji, Finlandii, Estonii, Łotwy, Polski, Czech, Słowacji, Ukrainy, Mołdawii, Rumunii, Bułgarii, Słowenii, Chorwacji, Bośni i Hercegowiny, Serbii, Czarnogóry, Albanii, Macedonii Północnej, Grecji oraz europejskich części Rosji i Turcji. W Afryce Północnej zamieszkuje Algierię. W Azji podawany jest z anatolijskiej części Turcji, Syrii, Kazachstanu, Uzbekistanu, Iranu, Mongolii i dalekowschodniej części Rosji. Podgatunek D. n. chivensis notowany jest z Kazachstanu, Turkmenistanu, Uzbekistanu, Kirgistanu, Iranu i Chin.